# Besim Kunić
Besim Kunic, född 13 februari 1986, är en professionell fotbollsspelare som spelar i Vendelsö IK. Han har länge tillhört moderklubben Vasalunds IF, men efter Vasalunds nedflyttning till division ett, bestämde han sig för att spela med Syrianska FC 2009. Besim är uppvuxen i Stockholm förorten Rinkeby.